# سياسة فلاديمير بوتين الخارجية
تتعلق السياسة الخارجية لفلاديمير بوتين بسياسات الرئيس الروسي فلاديمير بوتين فيما يتعلق بالأمم الأخرى. وتولى منصبه في الفترة من عام 2000 إلى عام 2008، وتولى السلطة مرة أخرى في عام 2012.
اعتبارا من أواخر عام 2013، كانت العلاقات بين روسيا والولايات المتحدة في مستوى متدن. وألغت الولايات المتحدة مؤتمر قمة (للمرة الأولى منذ عام 1960)، بعد أن أعطى بوتين اللجوء إلى إدوارد سنودن. واعتبرت واشنطن روسيا أنها معرقلة ومخربة فيما يتعلق بسورية و‌إيران و‌كوبا و‌فنزويلا. وتتطلع تلك الدول بدورها إلى الاتحاد الروسي للحماية من الولايات المتحدة. إن أوروبا بحاجة إلى الغاز الروسي، ولكنها تشعر بالقلق إزاء التدخل في شؤون أوروبا الشرقية. وتوسيع الناتو إلى أوروبا الشرقية يتعارض مع المصالح الروسية. وفي آسيا، انتقلت الهند من حليف وثيق للاتحاد السوفيتي إلى شريك للولايات المتحدة مع روابط نووية وتجارية قوية. ولا تزال اليابان وروسيا على خلاف على ملكية جزر الكوريل؛ وقد أعاق هذا النزاع التعاون لعقود من الزمن. وقد انتقلت الصين إلى أن تصبح حليفا وثيقا لروسيا.
في عام 2014، وبقرار من منظمة حلف شمال الأطلسي بوقف التعاون العملي مع روسيا وجميع قرارات البلدان الغربية الرئيسية بفرض مجموعة من العقوبات ضد روسيا، ردا على التدخل العسكري الروسي في أوكرانيا، تبين أن علاقة روسيا بالغرب بأنها تتخذ طابعا تخاصميا، أو بحلول الحرب الباردة الثانية.

## العلاقات مع منظمة حلف شمال الأطلسي والدول الأعضاء فيها

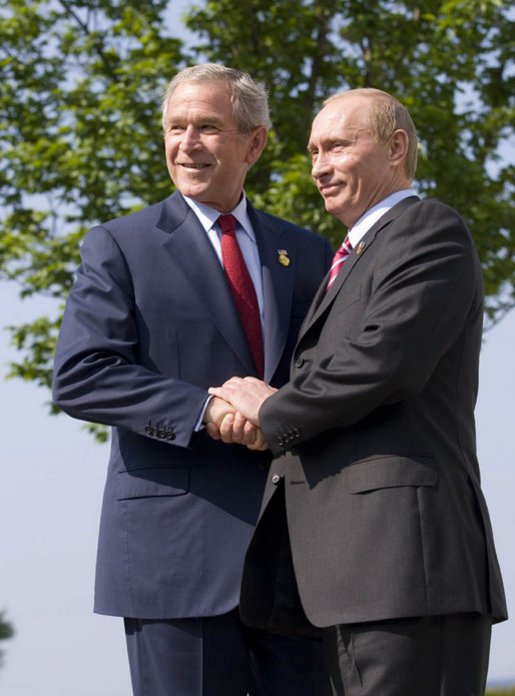
بوش وبوتين في مؤتمر القمة الثالث لمجموعة الثمانية، يونيو 2007.

بعد هجمات 11 سبتمبر، دعم بوتين الولايات المتحدة في الحرب على الإرهاب، وبذلك أتاح الفرصة لتعميق العلاقة مع القوة الرائدة في الغرب وحلف شمال الأطلسي. غير أن روسيا عارضت توسيع منظمة حلف شمال الأطلسي الذي حدث في مؤتمر قمة براغ لعام 2002. ومنذ عام 2003، عندما لم تدعم روسيا الحرب العراقية، وعندما أصبح بوتين أكثر بعدا عن الغرب في سياساته الداخلية والخارجية، ظلت العلاقات متوترة. وفي مقابلة مع مايكل ستورمر، ذكر السيد بوتين أن هناك ثلاث مسائل تخص روسيا وأوروبا الشرقية أكثر من غيرها؛ وهي وضع كوسوفو، ومعاهدة القوات التقليدية في أوروبا، والخطط الأمريكية لبناء مواقع للدفاع المضاد للقذائف في بولندا والجمهورية التشيكية، واقترح أن جميع هذه المسائل الثلاث مرتبطة بعضها ببعض. ويرى بوتين أن الامتيازات المتعلقة بإحدى هذه المسائل على الجانب الغربي يمكن أن تقابل بتنازلات من روسيا بشأن إحدى هذه المسائل.

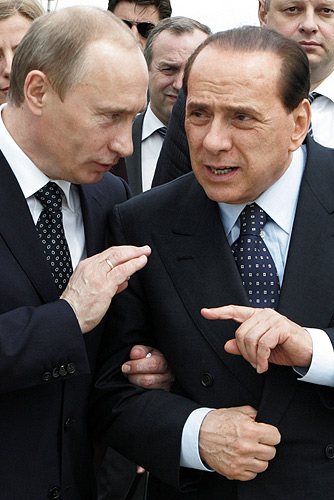
بوتين مع رئيس الوزراء الإيطالي سيلفيو بيرلوسكوني، في عام 2008.

وفي فبراير 2007، في مؤتمر ميونيخ السنوي المعني بالسياسة الأمنية، انتقد بوتين علنا ما وصفه بالهيمنة الاحتكارية للولايات المتحدة في العلاقات العالمية، و"استخدام القوة المفرط الذي يكاد لا يمكن السيطرة عليه في العلاقات الدولية". وفي هذا الخطاب، الذي أصبح يعرف باسم خطاب ميونيخ، دعا بوتين إلى" نظام عالمي منصف وديمقراطي يكفل الأمن والرخاء لا لقلة مختارة فحسب، بل للجميع". ومع ذلك، قوبلت ملاحظاته بانتقادات من بعض الوفود مثل الأمين السابق للناتو، ياب دي هوب شيفر، الذي وصف خطابه، بأنه "مخيب للآمال وغير مفيد." واتسمت الأشهر التي أعقبت خطاب بوتين بميونيخ بالتوتر والزيادة الحادة في الكلام الطنان على جانبي المحيط الأطلسي. بيد أن المسؤولين الروس والأمريكيين قد أنكروا فكرة الحرب الباردة الجديدة. وقال وزير الدفاع الأمريكي آنذاك روبرت غيتس: "إننا جميعا نواجه العديد من المشاكل والتحديات المشتركة التي يجب التصدي لها في شراكة مع البلدان الأخرى، بما في ذلك روسيا... وحرب باردة واحدة كانت كافية تماما." وقال فلاديمير بوتين، قبل الدورة الثالثة والعشرين لمؤتمر قمة مجموعة الثمانية، المعقودة في 4 يونيو: "إننا لا نريد مواجهة؛ ونحن نريد الدخول في حوار. غير أننا نريد حوارا يعترف بالمساواة بين مصالح الطرفين".
في يونيو 2007، أقر بوتين في إجابته على سؤال حول إمكانية تركيز القوات النووية الروسية على أهداف أوروبية في حالة «استمرار الولايات المتحدة في بناء درع استراتيجي في بولندا وجمهورية التشيك» بما يلي: «إذا كان جزء من قدرة الولايات المتحدة النووية يقع في أوروبا ورأى خبراؤنا العسكريون أنها تمثل تهديدًا محتملًا، فعلينا أن نتخذ التدابير الانتقامية الملائمة. ما الخطوات؟ بالطبع يجب أن يكون لدينا أهداف جديدة في أوروبا».
واصل بوتين معارضته العلنية لدرع الصواريخ الأمريكي في أوروبا، وقدم مشروع اقتراح مضاد للرئيس جورج دبليو بوش في 7 يونيو 2007 يتمثل بمشاركة استخدام نظام الرادار السوفيتي الكائن في أذربيجان بدلًا من إنشاء نظام جديد في الجمهورية التشيكية. أعرب بوتين عن استعداده لتحديث محطة رادار قابالا التي كانت قيد التشغيل منذ عام 1986. اقترح بوتين أنه لن يكون من الضروري وضع صواريخ معترضة في بولندا آنذاك، وإنما يمكن وضعها في دول أعضاء حلف شمال الأطلسي كتركيا أو العراق. اقترح بوتين أيضًا مساهمة الدول الأوروبية المهتمة في المشروع بالتساوي.
أعلن بوتين في خطابه السنوي أمام الجمعية الاتحادية في 26 أبريل 2007 عن خطط لإعلان وقف تنفيذ روسيا لاتفاقية القوات المسلحة التقليدية في أوروبا إلى أن يصدق عليها جميع أعضاء حلف شمال الأطلسي ويباشروا تنفيذ أحكامها، كما فعلت روسيا من طرف واحد. يزعم بوتين أنه مع عدم توقيع الدول الأعضاء الجديدة في حلف شمال الأطلسي على الاتفاقية حتى الآن، فإنه من شأن الخلل في تواجد قوات حلف شمال الأطلسي والقوات المسلحة الروسية في أوروبا أن يخلق تهديدًا حقيقيًا ووضعًا لا يمكن التنبؤ به بالنسبة لروسيا. رفض أعضاء حلف شمال الأطلسي التوقيع على الاتفاقية إلى أن تفي روسيا بالتزاماتها التي تعهدت بها عام 1999 في اسطنبول والتي تقضي بسحب روسيا قواتها من مولدوفا وجورجيا. نُقِل عن وزير الخارجية الروسي، سيرغي فيكتوروفيتش لافروف، رده على ذلك: «أوفت روسيا بجميع التزاماتها في اسطنبول فيما يتعلق باتفاقية القوات المسلحة التقليدية منذ مدة طويلة». علقت روسيا مشاركتها في اتفاقية القوات المسلحة التقليدية منذ منتصف ليلة موسكو في 11 ديسمبر 2007. في 12 ديسمبر 2007، أعلنت الولايات المتحدة رسميًا أنها «تأسف بشدة لقرار الاتحاد الروسي «بتعليق» تنفيذ التزاماته في اتفاقية القوات المسلحة التقليدية في أوروبا». أضاف المتحدث باسم وزارة الخارجية، شون مكورماك، في بيان مكتوب أن «القوات التقليدية الروسية هي الأكبر في القارة الأوروبية، وأن عملها من طرف واحد يضر بنظام تحديد الأسلحة الناجح». تتلخص دواعي القلق الرئيسية التي تشغل حلف شمال الأطلسي والناجمة عن تعليق عضوية روسيا بأن تعمل موسكو الآن على تعجيل وجودها العسكري في شمال القوقاز.
عارض بوتين انفصال كوسوفو عن صربيا بشدة. وصف أي تأييد لهذا العمل بالفعل «اللاأخلاقي» و«غير القانوني». وصف إعلان كوسوفو للاستقلال بأنه «سابقة فظيعة» ستعود لضرب الغرب «في الوجه». صرّح بأن سابقة كوسوفو ستدمر فعليًا نظام العلاقات الدولية برمته، الذي تطور على مر القرون.
أفادت التقارير بودية العلاقات الشخصية بين بوتين ورئيس الوزراء البريطاني السابق توني بلير والمستشار الألماني السابق غيرهارد شرودر والرئيس الفرنسي السابق جاك شيراك والرئيس الفرنسي السابق نيكولا ساركوزي ورئيس الوزراء الإيطالي سيلفيو برلسكوني. غالبًا ما تُعزى علاقة بوتين «الأكثر برودًا» و«ذات الطابع العملي» بالمستشارة الألمانية اللاحقة، أنجيلا ميركل، إلى نشأة ميركل في ألمانيا الشرقية السابقة، حيث رابط بوتين عندما كان عميلًا لهيئة الاستخبارات السوفيتية (كي جي بي).
بحلول منتصف العقد الأول من القرن الواحد والعشرين، تدهورت العلاقات بين روسيا والمملكة المتحدة عندما منحت المملكة المتحدة حق اللجوء السياسي لعميل بوتين السابق، الأوليغاركي بوريس بيريزوفسكي، في عام 2003. منحت المملكة المتحدة حق اللجوء أيضًا إلى زعيم المتمردين الشيشان، أحمد خاليداويج زكاييف، وغيره من الأشخاص المرموقين الهاربين من روسيا.
في عام 2006، سن الرئيس بوتين قانونًا يحد من حصول المنظمات غير الحكومية على تمويل الحكومات الأجنبية. أسفر ذلك عن إغلاق العديد من المنظمات غير الحكومية.
شهدت نهاية عام 2006 علاقات متوترة بين روسيا وبريطانيا في أعقاب وفاة ألكسندر ليتفينينكو في لندن بالتسمم. في 20 يوليو 2007، طردت حكومة غوردون براون «أربعة مبعوثين روس بسبب رفض بوتين تسليم عميل الاستخبارات السوفيتية السابق، أندريه ليوغوفوي، المطلوب في المملكة المتحدة بتهمة قتل الجاسوس السابق ألكسندر ليتفينينكو في لندن». ذكرت الحكومة الروسية، من بين أمور أخرى، أنها ستتوقف عن إصدار التأشيرات للمسؤولين البريطانيين وتجمد التعاون في مكافحة الإرهاب ردًا على تعليق بريطانيا اتصالاتها مع جهاز الأمن الفيدرالي. حذر رئيس اتحاد الصناعيين ورجال الأعمال الروس، ألكسندر شوخين، من أن المستثمرين البريطانيين في روسيا «سيواجهون مزيدًا من تدقيق السلطات الضريبية والتنظيمية. وقد يخسرون المناقصات الحكومية أيضًا». في 10 ديسمبر 2007، أمرت روسيا المجلس البريطاني بوقف العمل في مكاتبها الإقليمية فيما اعتُبِر آخر جولة من الصراع بشأن مقتل ألكسندر ليتفينينكو، وصفت بريطانيا فعل روسيا بالغير قانوني.
في 1 أبريل 2014، قرر حلف شمال الأطلسي وقف التعاون العملي مع روسيا، كرد فعل على الأزمة الأوكرانية.
أدان بوتين فكرة «الخصوصية الأمريكية». أثار بوتين أمر سلوك الشرطة في فيرغسون ردًا على انتقادات الديمقراطية في روسيا.
نوّه تقرير صادر في نوفمبر 2014 إلى حقيقة أن المواجهات العسكرية الوثيقة بين روسيا والغرب (خاصة دول حلف شمال الأطلسي) انتقلت إلى مستويات الحرب الباردة، إذ سُجلت 40 حادثة خطيرة أو حرجة خلال ثمانية أشهر فقط، بما في ذلك اصطدام وشيك بين طائرة استطلاع روسية وطائرة ركاب مغادرة من الدنمارك في مارس 2014 وعلى متنها 132 راكبًا. حفزت الزيادة غير المسبوقة لعام 2014 في نشاط السلاح الروسي الجوي والبحري في منطقة البلطيق دول حلف شمال الأطلسي إلى تعزيز مناوبات طائراتها الحربية طويلة الأمد في ليتوانيا. في يناير 2015، أقرت روسيا رسميًا بنشاط مماثل للقوات الجوية الروسية في منطقة آسيا والمحيط الهادئ، اتكالًا على استئناف استخدام القاعدة العسكرية السوفيتية المهجورة سابقًا في خليج كام ران بفيتنام، في عام 2014. في مارس 2015، ذكر وزير الدفاع الروسي، سيرغي شويغو، أن القاذفات الروسية بعيدة المدى ستواصل القيام بدوريات في بقاع مختلفة من العالم والتوسع في مناطق أخرى.
في يوليو 2014، اتهمت الولايات المتحدة روسيا رسميًا بانتهاك معاهدة الصواريخ النووية متوسطة المدى لعام 1987 باختبار إطلاق صاروخ جوال متوسط المدى والمحظور (يفترض أنه تعديل من نوع آر- 500 لصاروخ اسكندر) وتوعدت بالانتقام بناءً على ذلك. في أوائل يونيو 2015، أفادت وزارة الخارجية الأمريكية أن روسيا لم تنجح في تصويب انتهاك معاهدة الصواريخ النووية متوسطة المدى، وقيل إن الحكومة الأمريكية لم تحرز أي تقدم ملحوظ في جعل روسيا تعترف بمسألة الالتزام. زعم تقرير حكومة الولايات المتحدة في أكتوبر 2014 امتلاك روسيا 1643 رأسًا حربيًا نوويًا جاهزًا للإطلاق (بزيادة عن 1,537 رأسًا حربيًا في عام 2011) –وهو رقم أكثر من الولايات المتحدة، وبالتالي تفوقت روسيا على الولايات المتحدة لأول مرة منذ عام 2000، وتشكل قدرة الدولتين على الانتشار انتهاكًا لمعاهدة ستارت الجديدة لعام 2010 والتي تحدد سقف عدد الرؤوس النووية بـ1550. على نحو مماثل، حتى قبل عام 2014، عكفت الولايات المتحدة على تنفيذ برنامج واسع النطاق، بقيمة بلغت تريليون دولار، يهدف إلى التنشيط الإجمالي لقطاع الطاقة الذرية، ويشمل خططًا لجيل جديد من ناقلات الأسلحة وبناء مواقع كمنشأة استبدال أبحاث الكيمياء والفلزات في لوس ألاموس بنيومكسيكو والإدارة الوطنية للأمن النووي في جنوب مدينة كانساس (محطة كانساس النووية).
في نهاية عام 2014، وافق بوتين على سياسة عسكرية وطنية مُنقحة، مصنفًا بذلك الحشد العسكري لحلف شمال الأطلسي بالقرب من الحدود الروسية كأكبر تهديد عسكري.

## وصلات خارجية
- H. Ellyatt (1 Mar 2018). "Putin reveals new Russian missile that can 'reach any point in the world" (بالإنجليزية). موسكو: سي إن بي سي.com. Archived from the original on 2018-03-01. Retrieved 2018-03-21. Putin joked that the two new strategic nuclear weapons he described — the global صاروخ جوال and the subsurface unmanned vehicle — did not have names yet,[...] and new system capable of destroying صاروخ باليستي عابر للقارات with هايبر سونيك and high-precision, able to maneuver both in terms of its course and altitude.